# Camillina cordifera
Camillina cordifera är en spindelart som först beskrevs av Albert Tullgren 1910.  Camillina cordifera ingår i släktet Camillina och familjen plattbuksspindlar. Inga underarter finns listade.